# Aquí estoy
Aquí Estoy é o 22º álbum de estúdio da atriz e cantora mexicana Lucero, lançado em 14 de Novembro de 2014 pela gravadora Universal Music Latino. Esse é o primeiro álbum solo da artista desde Mi Secreto de Amor (2011). Aquí Estoy é constituído por regravações de alguns sucessos da cantora mexicana Ana Gabriel. Ao saber do álbum, Ana Gabriel declarou que não teria outra pessoa a não ser Lucero para apresentar suas canções à nova geração.
Lucero começou a trabalhar com o projeto no primeiro semestre de 2014 e teve pela primeira vez como produtor Carlos Júnior Cabral, que já trabalhou com Ana Gabriel em vários álbuns anteriormente. Aquí Estoy é o primeiro álbum de estúdio de Lucero em que a artista interpreta tanto músicas pop quanto rancheras, dois estilos constantes em seu repertório, quebrando sua tradição de lançar um álbum de cada estilo a cada ano. Isso porque de acordo com a própria artista, os dois gêneros além de serem de seu gosto pessoal, serviu como homenagem a versatilidade de Ana Gabriel por também ter sido bem sucedida como intérprete desses dois gêneros.
No geral, o álbum recebeu críticas mistas por sites especializados que ressaltou a boa qualidade da regravação das canções, destacando principalmente a parte ranchera em que Lucero explora muito bem seu poder vocal. Isso levou a ofuscar a parte pop do álbum em que a artista não empolga e apresenta uma voz monótoma. O DVD foi também em parte criticado pelo cenário simples e pouca troca de figurino. Os dois singles do álbum, o ranchero "No Entiendo" e o pop "Ay Amor", foram lançados no dia 27 de Outubro de 2014 em download digital na iTunes Store.

## Antecedentes
Aquí Estoy representa a volta de Lucero à música após exatamente um ano do lançamento de seu terceiro álbum ao vivo En Concierto, assim como de um período turbulento devido a polêmica em que a artista se envolveu ao divulgarem fotos pessoais suas com seu namorado Michel Kuri praticando caça de animais em Janeiro de 2014. Como consequência, Lucero foi duramente criticada pelo púbico e ambientalistas em geral, além de ter desistido de vários compromissos de divulgação de En Concierto, ter tido o seu contrato com a empresa Pantene, em que era sua garota propaganda, cancelado, de ter desistido de participar do Festival Internacional da Canção de Viña del Mar no Chile, e ser excluída do elenco da telenovela La Malquerida, em que faria a antagonista. Somente em Maio que Lucero discretamente voltaria aos holofotes participando do Teleton de Guatemala e El Salvador. Em Julho, Lucero anuncia sua saída da Televisa em que permaneceu por 33 anos, para trabalhar na emissora americana Telemundo, apresentando o reality show Yo Soy el Artista, que teve sua estreia em Setembro. O programa serviu também de base para que Lucero divulgasse o álbum.

## Produção
Aquí Estoy é constituído por regravações de alguns sucessos da popular cantora mexicana Ana Gabriel e é o segundo álbum de Lucero que é dedicado a um outro músico. O primeiro foi Quiéreme Tal Como Soy (2006), em que regravou os principais sucessos do músico e escritor Rafael Pérez Botija. Em Aquí Estoy, Lucero regrava tanto canções compostas por Ana Gabriel como outras que também foram na época regravadas pela cantora, algumas delas sendo canções de artistas mexicanos como José Alfredo Jimenez e Cuco Sánchez, e  outras que foram originalmente escritas por compositores e músicos brasileiros como Paulo Massadas, Michael Sullivan, José Augusto, Paulo Sérgio Valle, Carlos Colla e Chico Roque. Canções como "Evidências", "Pecado Original", "Solidão" e "Nem Um Toque", popularizadas por artistas brasileiros como Sandra de Sá, Chitãozinho & Xororó e Roupa Nova, também fizeram sucesso no México e em países da América Latina nas versões em espanhol gravadas por Ana Gabriel. As dezesseis faixas do álbum são compostas por oito canções pop e oito rancheras. Aquí Estoy foi produzido pelo brasileiro Carlos Júnior Cabral, que já produziu álbuns da própria Ana Gabriel e de outros artistas como: Vicente Fernández, Rocio Durcal, Ricardo Arjona e Alexandre Pires. Os vídeoclipes de todas as canções que Lucero gravou para o DVD do álbum foram dirigidos por Cristóbal Valecillos.

## Lançamento e divulgação
Em 25 de Setembro de 2014, ao comentar sobre o sucesso de Yo Soy el Artista, Lucero acabou confirmando que estaria trabalhando em seu 22º álbum e também sobre o seu lançamento. Constatou também que o álbum teria tanto baladas românticas como rancheras. Em 16 de Outubro, o site oficial de Yo Soy el Artista anunciou que o álbum se chamaria Aquí Estoy. No mesmo dia, Lucero divulgou através de seu perfil oficial do Facebook a capa do álbum e confirmou que seria lançado em CD e DVD. Em 19 de Outubro, dia em que iria interpretar pela primeira vez ao vivo o primeiro single do álbum, Lucero durante uma rápida entrevista nos estúdios de Yo Soy el Artista, novamente confirmou que a versão física de Aquí Estoy viria com o CD e DVD, com lançamento para 18 de Novembro. Em 21 de Outubro, Lucero divulgou através de seus perfis no Facebook e Twitter, uma lista com todas as faixas que estariam presentes em duas edições do álbum: uma com dezesseis canções que seria lançada no México e em outros países da América Latina, e outro com quatorze para os EUA e Porto Rico. A partir de 26 de Outubro, o álbum ficou disponível para pré-ordem em download digital na iTunes Store e em outras plataformas digitais com lançamento para o dia 17 de Novembro. Ainda com a intenção de promover o álbum, foram liberados os singles promocionais "Mi Talisman" e "Evidencias" pelo iTunes e pelo canal oficial da Universal Music no You Tube em 3 de Novembro de 2014. Em 8 de Novembro, Lucero anunciou o lançamento antecipado do álbum para 14 de Novembro somente no México, devido ao evento comercial Buen Fin que ocorre anualmente em todo o país, ficando disponível por um preço acessível até o dia 17 de Novembro. Em 9 de Novembro, foi divulgado o tracklist do DVD que seria lançado nos EUA, com somente oito vídeoclipes. Em 17 de Novembro, Aquí Estoy ficou completamente disponível em download digital na iTunes e em outras plataformas digitais no México, nos EUA, na América Latina, Espanha e Irlanda. Já no Brasil, o álbum foi lançado no mesmo dia, porém tanto em download digital como em versão física. No dia seguinte, 18 de Novembro, a versão física foi lançada em outros países da América Latina e nos EUA. Em 13 de Fevereiro de 2015, Lucero liberou através de seu canal VEVO oficial, os vídeoclipes das outras canções do álbum que estão presentes no DVD da edição deluxe. Em 24 de Fevereiro de 2015, Lucero lança como single em download digital uma outra versão de "Quién Como Tú" em que interpreta em parceria com o cantor porto-riquenho Luis Fonsi. O dueto foi interpretado ao vivo pela primeira vez em 7 de Dezembro de 2014, durante o último episódio do programa Yo Soy el Artista.

## Singles
Em 16 de Outubro de 2014, foi anunciado pelo site oficial de Yo Soy el Artista, o nome do primeiro single de Aquí Estoy, "No Entiendo". No dia seguinte, o single foi anunciado pela própria artista e pelo seu programa de rádio ¡Qué onda, Lucero? em seus respectivos perfis oficiais no Facebook, e seu áudio foi liberado pelo canal oficial da Universal Music no You Tube no mesmo dia. Seu segundo single, "Ay Amor", também foi anunciado por Lucero e pelo seu programa de rádio no Facebook, assim como foi liberado o seu áudio pelo canal da Universal Music no You Tube no mesmo dia que "No Entiendo". Ambos os singles foram lançados em download digital na iTunes Store em 27 de Setembro de 2014. Em 19 de Novembro, foi divulgado o vídeoclipe do single "No Entiendo" pelo canal VEVO oficial da artista.

## Canções
De acordo com uma entrevista à revista People en Español nos bastidores do programa Yo Soy el Artista em 12 de Novembro de 2014, Lucero constatou que os temas das canções do álbum são românticos, emotivos e fortes, e que falam tanto sobre o amor como também sobre o desamor. Em relação às canções pop que integram a primeira parte do álbum, Lucero as modificou incluindo sons mais modernos e nas canções rancheras se podem ouvir acordeões, harpas e coros. No geral, Lucero acabou repaginando todas as canções a fim de apresentar o trabalho de Ana Gabriel à nova geração.
- "Quién Como Tú": é uma canção pop escrita por Ana Gabriel e fala sobre alguém muito especial por quem a protagonista é apaixonada.
- "Ay Amor": escrita por Ana Gabriel, fala sobre o amor que a protagonista sente por outra pessoa, mas que ainda não teve oportunidade de confessar.
- "Simplemente Amigos": escrita por Ana Gabriel, fala sobre duas pessoas que de alguma forma não conseguem aceitar o verdadeiro amor que sentem um pelo outro, e enquanto isso, se tratam como amigos.
- "Evidencias": versão em espanhol de "Evidências" originalmente escrita pelos brasileiros José Augusto e Paulo Sérgio Valle, fala sobre a insegurança que a protagonista sente em relação ao um forte sentimento que sente por outra pessoa.
- "Soledad": versão em espanhol de "Solidão" originalmente escrita pelos brasileiros Chico Roque e Carlos Colla, fala sobre o início de uma nova etapa da vida amorosa da protagonista, porém, primeiro precisaria lutar contra sua carência e depressão.
- "Pecado Original": versão em espanhol de "Pecado Original" originalmente escrita pelos brasileiros Michael Sullivan e Paulo Massadas, sendo considerada a mais animada do álbum, fala sobre todos os adjetivos de uma mulher, denominada um pecado original.
- "Y Aquí Estoy": escrita por Ana Gabriel e o que levou a nomear o álbum, fala sobre o arrependimento da protagonista ao terminar sua relação com outra pessoa.
- "Ni Un Roce": versão em espanhol de "Nem Um Toque" também originalmente escrita pelos brasileiros Sullivan e Massadas, que fala sobre a esperança que a protagonista tem de começar uma relação com aquela pessoa que sempre faz de tudo para chamar sua atenção.
- "Es Demasiado Tarde": a primeira ranchera do álbum, foi escrita por Ana Gabriel e fala sobre a segurança da protagonista ao educadamente desistir de um antigo amor, dizendo que nunca mais sentirá o mesmo e que é tarde demais.
- "Tú Lo Decidiste": escrita por Ana Gabriel, fala sobre o sentimento de orgulho do ex-parceiro da protagonista, algo maior do que o amor que ele sempre sentiu por ela.
- "Ahora": escrita por Ana Gabriel, fala sobre o sofrimento que a protagonista sente ao se afastar do amor de sua vida por ele agora estar com outra.
- "Vámonos": escrita por José Alfredo Jiménez, fala sobre o amor entre duas pessoas, porém o que dificulta é a diferença entre suas classes sociais, sendo ela pobre e ele rico.
- "Mi Talismán": versão em espanhol de "Talismã" originalmente escrita pelos brasileiros Massadas e Miguel Plopschi, fala sobre o carinho especial que a protagonista tem pelo seu parceiro, o chamando de "meu pequeno talismã".
- "Qué Manera de Perder": escrita por Cuco Sánchez, fala sobre a dor da protagonista ao admitir que seu parceiro não era o que ela pensava, porém de alguma forma ela fez bem ao se distanciar dele.
- "No Entiendo": escrita por Ana Gabriel, fala sobre o amor e ódio que a protagonista e seu parceiro sentem um pelo outro. "Apesar de Todos", a 16ª e última faixa do álbum, foi também escrita por Ana Gabriel e fala sobre a dor da protagonista ao se separar de seu parceiro devido a outras pessoas que seriam contra esta relação.

## Repercussão
| Críticas profissionais | Críticas profissionais |
| Avaliações da crítica  | Avaliações da crítica  |
| Fonte                  | Avaliação              |
| ---------------------- | ---------------------- |
| Pop en Español         | [ 35 ]                 |
| Hey! Espetáculos       | 78/100                 |

### Críticas
De acordo com o site Pop en Español, Lucero fez com que Aquí Estoy fosse uma boa retrospectiva da carreira de Ana Gabriel, modernizando todas as canções sem tirar a essência de cada uma. O site também destaca que por Lucero ter uma carreira parecida com a de Ana Gabriel, ao ambas se destacarem tão bem nas baladas, músicas pop e rancheras, acabou contribuindo para que o álbum fosse um bom tributo, além de considerar "Pecado Original" a melhor canção por ter elementos da década de setenta.
O crítico Saddi Ulibery do site Hey! Espetáculos, constatou que a parte pop do álbum é razoável por Lucero apresentar uma interpretação e tipo de voz monótona, sem ser impactante. Já na parte ranchera, Uliberry achou que Lucero se sentiu mais a vontade e que a artista explorou ao máximo seu talento vocal, influenciado pelos temas fortes e comoventes das canções. O DVD também foi avaliado, constatando que não é tão surpreendente por não haver tantas trocas de figurino e pelo cenário ser bastante simples e vazio.

### Prêmios e indicações
Em Janeiro de 2015, Aquí Estoy foi eleito pela AMPROFON um dos dez melhores álbuns de 2014. Em 30 de Abril de 2015, Lucero foi indicada ao Billboard Latin Music Awards, na categoria "Artista Feminino do Ano: Top Álbum Latino", porém perdeu para a cantora Jenni Rivera.

## Faixas
No CD da edição mexicana e de outros países da América Latina, Aquí Estoy contêm dezesseis faixas e o DVD, quatorze faixas. Já a edição americana e porto riquenha, o CD contêm somente quatorze faixas, sendo excluídas as canções "Ni Un Roce" e "Vámonos" e o DVD, oito vídeoclipes das canções "Quién Como Tú", "Ay Amor", "Evidencias", "Pecado Original", "Es Demasiado Tarde", "Tú Lo Decidiste", "Qué Manera de Perder" e "No Entiendo".
| Aquí Estoy — Edição standard |                        |                                         |         |  |
| N.º                          | Título                 | Compositor(es)                          | Duração |  |
| 1.                           | "Quién Como Tú"        | Ana Gabriel                             | 3:31    |  |
| 2.                           | "Ay Amor"              | Gabriel                                 | 3:31    |  |
| 3.                           | "Simplemente Amigos"   | Gabriel                                 | 3:28    |  |
| 4.                           | "Evidencias"           | Gabriel José Augusto Paulo Sérgio Valle | 4:20    |  |
| 5.                           | "Soledad"              | Gabriel Chico Roque Carlos Colla        | 3:47    |  |
| 6.                           | "Pecado Original"      | Gabriel Michael Sullivan Paulo Massadas | 3:32    |  |
| 7.                           | "Y Aquí Estoy"         | Gabriel                                 | 4:02    |  |
| 8.                           | "Ni Un Roce"           | Gabriel Michael Sullivan Paulo Massadas | 4:43    |  |
| 9.                           | "Es Demasiado Tarde"   | Gabriel                                 | 4:07    |  |
| 10.                          | "Tú Lo Decidiste"      | Gabriel                                 | 3:44    |  |
| 11.                          | "Ahora"                | Gabriel                                 | 3:17    |  |
| 12.                          | "Vámonos"              | José Alfredo Jiménez                    | 3:08    |  |
| 13.                          | "Mi Talismán"          | Gabriel Paulo Massadas Miguel Plopschi  | 4:02    |  |
| 14.                          | "Qué Manera de Perder" | Cuco Sánchez                            | 3:14    |  |
| 15.                          | "No Entiendo"          | Gabriel                                 | 3:42    |  |
| 16.                          | "Apesar de Todo"       | Gabriel                                 | 3:37    |  |
| Duração total:               | Duração total:         | Duração total:                          | 57:07   |  |

| Aquí Estoy — Edição standard americana e porto riquenha |                        |                                         |         |  |
| N.º                                                     | Título                 | Compositor(es)                          | Duração |  |
| 1.                                                      | "Quién Como Tú"        | Gabriel                                 | 3:31    |  |
| 2.                                                      | "Ay Amor"              | Gabriel                                 | 3:31    |  |
| 3.                                                      | "Simplemente Amigos"   | Gabriel                                 | 3:28    |  |
| 4.                                                      | "Evidencias"           | Gabriel Augusto Valle                   | 4:20    |  |
| 5.                                                      | "Soledad"              | Gabriel Roque Colla                     | 3:47    |  |
| 6.                                                      | "Pecado Original"      | Gabriel Michael Sullivan Paulo Massadas | 3:32    |  |
| 7.                                                      | "Y Aquí Estoy"         | Gabriel                                 | 4:02    |  |
| 8.                                                      | "Es Demasiado Tarde"   | Gabriel                                 | 4:07    |  |
| 9.                                                      | "Tú Lo Decidiste"      | Gabriel                                 | 3:44    |  |
| 10.                                                     | "Ahora"                | Gabriel                                 | 3:17    |  |
| 11.                                                     | "Mi Talismán"          | Gabriel Paulo Massadas Plopschi         | 4:02    |  |
| 12.                                                     | "Qué Manera de Perder" | Sánchez                                 | 3:14    |  |
| 13.                                                     | "No Entiendo"          | Gabriel                                 | 3:42    |  |
| 14.                                                     | "Apesar de Todo"       | Gabriel                                 | 3:37    |  |
| Duração total:                                          | Duração total:         | Duração total:                          | 49:54   |  |

| Aquí Estoy — Edição deluxe (DVD) |                        |                      |         |  |
| N.º                              | Título                 | Diretor(es)          | Duração |  |
| 1.                               | "Quién Como Tú"        | Cristobal Valecillos | 3:46    |  |
| 2.                               | "Ay Amor"              | Valecillos           | 3:31    |  |
| 3.                               | "Simplemente Amigos"   | Valecillos           |         |  |
| 4.                               | "Evidencias"           | Valecillos           | 4:22    |  |
| 5.                               | "Soledad"              | Valecillos           |         |  |
| 6.                               | "Pecado Original"      | Valecillos           | 3:33    |  |
| 7.                               | "Y Aquí Estoy"         | Valecillos           |         |  |
| 8.                               | "Ni Un Roce"           | Valecillos           |         |  |
| 9.                               | "Es Demasiado Tarde"   | Valecillos           |         |  |
| 10.                              | "Tú Lo Decidiste"      | Valecillos           | 3:45    |  |
| 11.                              | "Vámonos"              | Valecillos           |         |  |
| 12.                              | "Mi Talismán"          | Valecillos           | 4:00    |  |
| 13.                              | "Qué Manera de Perder" | Valecillos           | 3:18    |  |
| 14.                              | "No Entiendo"          | Valecillos           | 3:43    |  |

| Aquí Estoy — Edição deluxe americana (CD) |                        |                                         |         |  |
| N.º                                       | Título                 | Compositor(es)                          | Duração |  |
| 1.                                        | "Quién Como Tú"        | Gabriel                                 | 3:31    |  |
| 2.                                        | "Ay Amor"              | Gabriel                                 | 3:31    |  |
| 3.                                        | "Simplemente Amigos"   | Gabriel                                 | 3:28    |  |
| 4.                                        | "Evidencias"           | Gabriel Augusto Valle                   | 4:20    |  |
| 5.                                        | "Soledad"              | Gabriel Roque Colla                     | 3:47    |  |
| 6.                                        | "Pecado Original"      | Gabriel Michael Sullivan Paulo Massadas | 3:32    |  |
| 7.                                        | "Y Aquí Estoy"         | Gabriel                                 | 4:02    |  |
| 8.                                        | "Es Demasiado Tarde"   | Gabriel                                 | 4:07    |  |
| 9.                                        | "Tú Lo Decidiste"      | Gabriel                                 | 3:44    |  |
| 10.                                       | "Ahora"                | Gabriel                                 | 3:17    |  |
| 11.                                       | "Apesar de Todo"       | Gabriel                                 | 3:37    |  |
| 12.                                       | "Mi Talismán"          | Gabriel Paulo Massadas Plopschi         | 4:02    |  |
| 13.                                       | "Qué Manera de Perder" | Sánchez                                 | 3:14    |  |
| 14.                                       | "No Entiendo"          | Gabriel                                 | 3:42    |  |
| Duração total:                            | Duração total:         | Duração total:                          | 45:47   |  |

| Aquí Estoy — Edição deluxe americana (DVD) |                        |                |         |  |
| N.º                                        | Título                 | Diretor(es)    | Duração |  |
| 1.                                         | "Quién Como Tú"        | Valecillos     | 3:46    |  |
| 2.                                         | "Ay Amor"              | Valecillos     | 3:31    |  |
| 3.                                         | "Evidencias"           | Valecillos     | 4:22    |  |
| 4.                                         | "Pecado Original"      | Valecillos     | 3:33    |  |
| 5.                                         | "Mi Talismán"          | Valecillos     | 4:00    |  |
| 6.                                         | "Tú Lo Decidiste"      | Valecillos     | 3:45    |  |
| 7.                                         | "Qué Manera de Perder" | Valecillos     | 3:18    |  |
| 8.                                         | "No Entiendo"          | Valecillos     | 3:43    |  |
| Duração total:                             | Duração total:         | Duração total: | 28:38   |  |

## Créditos
Adaptado do encarte do álbum.
| - Lucero – vocalista - Carlos Júnior Cabral – arranjo, baixo, diretor, guitarra, mixagem, produtor, gravação, cordas - Roberto Vally – baixo - Lee Levin – bateria - Bob Bernstein – guitarra - Eric Hannon – programação adicional - César Benítez – arranjo, contratação - Ramón Flores – trompete - Alex Carballo – trombone - Terry Landry – sax (alto, tenor) - Juan Manuel Cortéz – cordas, contratação - Harry Scorzo – spalla - Pablo Mendez – violino - Jacqueline Susuki – violino - Anna Adkisson – violino - Elaine Tubinis – violino - Jennifer Walton – violino - Leticia Sierra – violino - Alan William – violoncelo - Diana Parmeter – violoncelo - Analy Gerardo – coro (participação especial) - Lorena Cabral – assistente de produção, contratação | - Lucero – vocalista - Juan Manuel Cortéz – arranjo, adaptação, cordas - Júnior Cabral – guitarra, programação - Juan Jiménez – violão - German López – vihuela - Jonhatan Palomar – guitarra - Samuel Nolasco – trompete - Jair Alcala – acordeão - Santiago Maldonado – harpa - Harry Scorzo – spalla, cordas |  |

## Charts e vendas
O álbum debutou na quarta e nona posição na Latin Pop Albums e na Top Latin Albums respectivamente. No México, debutou na 39ª posição na Top 100 e na 18ª na Top 20, e obteve mil cópias vendidas na primeira semana.
| Chart (2014)               | Posição |
| -------------------------- | ------- |
| Billboard Latin Pop Albums | 4       |
| Billboard Top Latin Albums | 9       |
| México (AMPROFON Top 20)   | 18      |
| México (AMPROFON Top 100)  | 39      |
| Chart (2015)               | Posição |
| Billboard Latin Pop Albums | 4       |
| Billboard Top Latin Albums | 9       |

## Histórico de lançamentos
| País                   | Data                   | Formato(s)                        | Ediçõe(s)       | Gravadora(s)                 | Ref.         |
| ---------------------- | ---------------------- | --------------------------------- | --------------- | ---------------------------- | ------------ |
| México                 | 14 de Novembro de 2014 | CD/DVD                            | Deluxe          | Universal Music Latino       | [ 3 ] [ 47 ] |
| México                 | 17 de Novembro de 2014 | Download digital streaming        | Standard        | Universal Music Latino       | [ 3 ]        |
| América Latina         | 17 de Novembro de 2014 | Download digital streaming        | Standard        | Universal Music Latino       | [ 3 ]        |
| 18 de Novembro de 2014 | CD/DVD                 | Deluxe                            |                 | Universal Music Latino       | [ 3 ]        |
| EUA                    | 17 de Novembro de 2014 | Download digital streaming        | Standard        | Universal Music Latino       | [ 26 ]       |
| EUA                    | 18 de Novembro de 2014 | CD/DVD                            | Deluxe          | Universal Music Latino       | [ 30 ]       |
| Espanha                | 17 de Novembro de 2014 | Download digital streaming        | Standard        | Universal Music Spain S.L.   | [ 27 ]       |
| Irlanda                | 17 de Novembro de 2014 | Download digital streaming        | Standard        | Universal Music Ireland Ltd. | [ 28 ]       |
| Brasil                 | 17 de Novembro de 2014 | CD/DVD download digital streaming | Deluxe standard | Universal Music Latino       | [ 29 ]       |